# Pure (radiozender)
Pure was een Belgische openbare Franstalige radiozender van de Waalse omroep RTBF. De directeur was, tot aan het einde van de zender, Rudy Léonet.
Het station werd opgericht op 1 april 2004 na het einde van Radio 21, dat plaatsmaakte voor twee nieuwe radiozenders van de RTBF, namelijk Pure FM en Classic 21. In 2017 werd Pure FM omgedoopt in Pure.
Op 26 augustus 2020 kondigde de RTBF aan dat Pure zou fusioneren met tv-zender La Deux. Op 7 september ging het fusieproject onder de naam Tipik van start.
Wat voor Vlaanderen de VRT-radiozender Studio Brussel is, was voor Wallonië Pure. Pure draaide over het algemeen veel pop- en rockmuziek.